# Mannen i det höga slottet
Mannen i det höga slottet (engelska: The Man in the High Castle) är en dubbelbottnad alternativhistoria från 1962 av Philip K. Dick. Den svenska översättningen utkom 1979.

## Handlingen

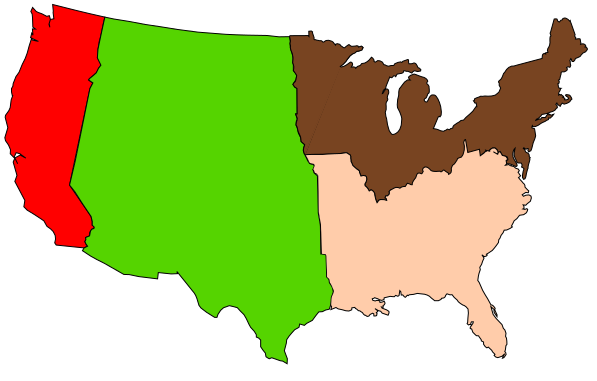
Karta över det det i berättelsen tidigare USA.

Boken handlar om en alternativ framtid där Tyskland och Japan gått segrande ur andra världskriget och håller världen i ett järngrepp. Väster om Mississippi härskar japanerna och har satt sin prägel på den amerikanska kulturen. Öster om den stora floden styr tyskarna.
I bokens ockuperade Amerika förekommer bland mycket annat en förbjuden roman, Gräshoppan vilar tungt, som (i sin tur också) kontrafaktiskt skildrar hur det skulle ha blivit om Amerika inte hade förlorat kriget. Titeln på romanen sägs "vara från Bibeln".  Bibelstället nämns inte närmare i boken, men enligt Dick-entusiaster avses Pred. 12:5 som handlar om ålderdomens kraftlöshet. Bibeltexters ord glider med översättningar och med årens gång, och somliga menar att predikaren här ursprungligen har avsett att den trötta gräshoppan syftar på den åldrande manslemmen. En annan syftning kan vara att gräshoppans långa ben leder tanken till kryckor för en åldring.

## Personer i romanen
Bland karaktärerna i romanen hittar vi tre som förlitar sitt öde på Förvandlingarnas bok:
- Nobusuke Tagomi som är kommissionär i japanska San Francisco.
- Frank Frink som arbetar för Wyndham–Matson Corporation, som tillverkar kopior av amerikanska artefakter
- Juliana Crain, en aikidoinstruktör och Franks ex-hustru, som under tidens gång blir alltmer central i handlingen.

## Prisbelönt
Boken tilldelades Hugopriset 1963 som 1962 års bästa sf-roman.

## Influenser till romanen
Dick har i senare intervjuer berättat om vilka böcker som givit honom inspiration till romanen. Det är både litteratur om alternativa verkligheter, men också religiösa verk: 
- Bring the Jubilee, 1953, av Ward Moore, som utspelas i ett alternativt USA på 1900-talet, där Sydstaterna vunnit Amerikanska inbördeskriget.
- Det tredje rikets uppgång och fall, 1960, av den amerikanske historikern och journalisten William L. Shirer
- Hitler: A Study in Tyranny, 1962, av den brittiske historikern Alan Bullock
- The Goebbels Diaries, 1948, översatt av den amerikanske journalisten Louis P. Lochner
- Foxes of the Desert, 1960, av Paul Carrell
- I Ching, 1950, av den tyske kinakännaren Richard Wilhelm

Vidare tre japanska och tibetanska verk:
- Anthology of Japanese Literature – Volume 1, 1955, red. Donald Keene.
- Zen and Japanese Culture, 1955, av den japanske författaren Daisetz Teitaro Suzuki
- Den tibetanska dödsboken, 1960, red. av den amerikanske antropologen W. Y. Evans-Wentz